# 脇町郵便局
脇町郵便局（わきまちゆうびんきょく）は徳島県美馬市脇町大字猪尻にある郵便局。民営化前の分類では集配普通郵便局であった。

## 概要
住所：〒779-3699 徳島県美馬市脇町猪尻字八幡神社下南145番地1
当局の所在する美馬市脇町は、うだつの町並み（脇町南町地区）で知られており、それにちなんで当局の局舎はうだつのある町屋をデザインしたものになっている。

## 沿革
- 1874年（明治7年） - 脇町郵便取扱所として開設[1]。
- 1875年（明治8年）1月1日 - 脇町郵便局（五等）となる。
- 1882年（明治15年） - 為替・貯金取扱を開始。
- 1893年（明治26年）3月1日 - 脇町郵便電信局となる。
- 1903年（明治36年）4月1日 - 通信官署官制の施行に伴い脇町郵便局となる。
- 1959年（昭和34年）1月25日 - 岩倉郵便局から電話交換事務の取扱を移管[2]。
- 1960年（昭和35年）2月26日 - 江原郵便局から電話交換事務の取扱を移管。
- 1962年（昭和37年）6月1日 - 国内欧文電報受付・配達および国際電報受付・配達の各業務を、阿波池田電報電話局に移管。
- 1967年（昭和42年）3月26日 - 電話の加入および料金に関する簡易な事務を除く電話交換業務を、脇町電報電話局に移管。
- 1967年（昭和42年）7月10日 - 岩倉郵便局から集配業務を移管。
- 1967年（昭和42年）8月1日 - 特定郵便局から普通郵便局に局種別改定。
- 1995年（平成7年）5月22日 - 美馬郡脇町脇町から同町猪尻に移転。
- 1999年（平成11年） - 外国通貨の両替および旅行小切手の売買に関する業務取扱を開始。
- 2003年（平成15年）2月24日 - 江原郵便局から「779-37xx」区域の集配業務を移管。
- 2007年（平成19年）10月1日 - 民営化に伴い、併設された郵便事業脇町支店に一部業務を移管。
- 2012年（平成24年）10月1日 - 日本郵便株式会社発足に伴い、郵便事業脇町支店を脇町郵便局に統合。
- 2016年（平成28年）8月22日 - 美馬郵便局および穴吹郵便局から「771-21xx」「777-00xx」区域の集配業務を移管。

## 取扱内容
- 郵便、印紙、ゆうパック、内容証明
- 貯金、為替、振替、振込、国際送金、外貨両替・トラベラーズチェック、国債、投資信託
- 生命保険、バイク自賠責保険、自動車保険、がん保険、引受条件緩和型医療保険
- ゆうちょ銀行ATM
- 「779-36xx」「771-21xx」「777-00xx」「779-37xx」区域（美馬市（旧脇町域・旧美馬町域・旧穴吹町域））の集配業務
- ゆうゆう窓口

## 周辺
- 美馬市役所脇町庁舎
- 旧長岡家住宅
- 道の駅藍ランドうだつ
- 脇町劇場
- 国道193号
- 吉野川

## アクセス
- JR徳島線 穴吹駅から北西へ約2km（徒歩約22分）
- 徳島西部交通バス・美馬市営バス 脇町郵便局前停留所
- 徳島自動車道 脇町ICから南西へ約3km
- 駐車場あり：13台